# Gran Premio de Japón de Motociclismo de 1991
El Gran Premio de Japón de Motociclismo de 1991 fue la primera prueba de la temporada 1991 del Campeonato Mundial de Motociclismo. El Gran Premio se disputó el 24 de marzo de 1991 en el Circuito de Suzuka.

## Resultados 500cc

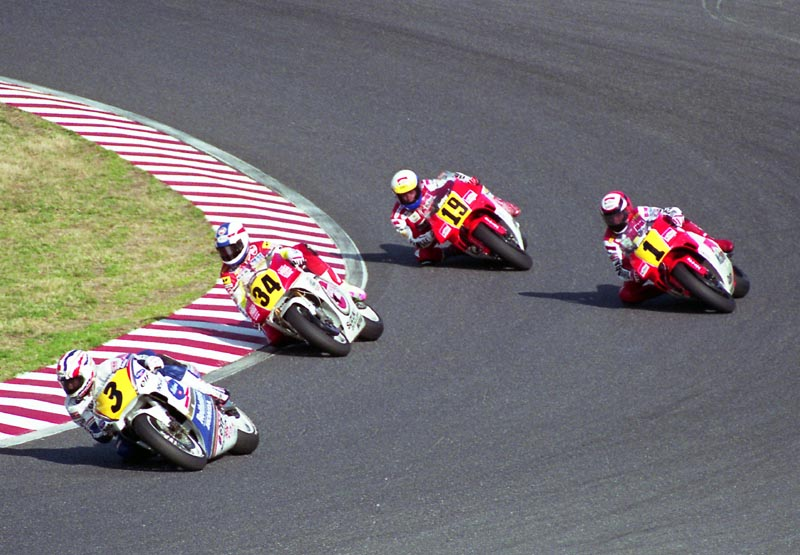
Mick Doohan (3) seguido por Kevin Schwantz (34), Wayne Rainey (1) y John Kocinski (19) en un momento del Gran Premio de Japón de 1991.

Kevin Schwantz fue el vencedor de la carrera de 500. El estadounidense, autor de la pole, llevó a buen fin una carrera apretadísima con Mick Doohan (segundo), Wayne Rainey (tercero) y John Kocinski (cuarto y autor de la vuelta rápída) y que se decidió en la última curva.

En la lista de los inscritos de 500cc se inscribieron veintinueve pilotos, pero solo dieciséis fueron pilotos regulares, que disputan todas las carreras del campeonato. Los restantes (trece) estaban competían bajo wild car. Entre los pilotos participantes se encuentra el regreso a una carrera del campeonato mundial para Kevin Magee después de la caída en Gran Premio de Estados Unidos del año pasado. El piloto australiano participó en este GP con el equipo oficial de Lucky Strike Suzuki.
| Pos.              | Piloto               | Equipo                 | Moto   | Tiempo    | Pts. |
| ----------------- | -------------------- | ---------------------- | ------ | --------- | ---- |
| 1                 | Kevin Schwantz       | Lucky Strike Suzuki    | Suzuki | 48:35.747 | 20   |
| 2                 | Michael Doohan       | Rothmans Honda Team    | Honda  | +0.204    | 17   |
| 3                 | Wayne Rainey         | Marlboro Team Roberts  | Yamaha | +0.353    | 15   |
| 4                 | John Kocinski        | Marlboro Team Roberts  | Yamaha | +0.556    | 13   |
| 5                 | Wayne Gardner        | Rothmans Honda Team    | Honda  | +35.311   | 11   |
| 6                 | Eddie Lawson         | Cagiva Corse           | Cagiva | +44.915   | 10   |
| 7                 | Juan Garriga         | Ducados Yamaha         | Yamaha | +55.830   | 9    |
| 8                 | Sito Pons            | Campsa Honda Team      | Honda  | +1:08.316 | 8    |
| 9                 | Kenichiro Iwahashi   | Ajinomoto              | Honda  | +1:08.373 | 7    |
| 10                | Alex Barros          | Cagiva Corse           | Cagiva | +1:15.302 | 6    |
| 11                | Doug Chandler        | Roberts B Team         | Yamaha | +1:15.595 | 5    |
| 12                | Adrien Morillas      | Sonauto Yamaha Mobil 1 | Yamaha | +1:18.928 | 4    |
| 13                | Kevin Magee          | Team Roberts           | Suzuki | +1:20.899 | 3    |
| 14                | Didier de Radiguès   | Lucky Strike Suzuki    | Suzuki | +1:22.472 | 2    |
| 15                | Peter Goddard        | Hayashi                | Yamaha | +1:22.696 | 1    |
| 16                | Shinichi Itoh        |                        | Honda  | +1:38.831 |      |
| 17                | Toshihiko Honma      | YMO                    | Yamaha | +1:41.697 |      |
| 18                | Kunio Machii         |                        | Yamaha | +1:41.905 |      |
| 19                | Satoshi Tsujimoto    | SRT                    | Suzuki | +1:54.952 |      |
| 20                | Hikaru Miyagi        | Ajinomoto              | Honda  | +1:55.213 |      |
| 21                | Tasuro Arata         | Itohen                 | Yamaha | +1 Vuelta |      |
| 22                | Cees Doorakkers      | HEK-Baumachines        | Honda  | +1 Vuelta |      |
| Ret               | Eddie Laycock        | Millar Racing          | Yamaha | Ret       |      |
| Ret               | Jean-Philippe Ruggia | Sonauto Yamaha Mobil 1 | Yamaha | Ret       |      |
| Ret               | Keiji Ohishi         |                        | Yamaha | Ret       |      |
| Ret               | Norihiko Fujiwara    | Kirin Mets Racing Team | Yamaha | Ret       |      |
| Ret               | Osamu Hiwatashi      | SRT                    | Suzuki | Ret       |      |
| Ret               | Tadahiko Taira       | YRTR                   | Yamaha | Ret       |      |
| DNQ               | Nicholas Schmassman  | Schmassman Technotron  | Honda  | DNQ       |      |
| [ 2 ] [ 3 ] [ 4 ] |                      |                        |        |           |      |

## Resultados 250cc
Tan incierto como de la de 500, fue la carrera de 250cc, con Luca Cadalora que arriesgó en la recta final y se impuso al español Carlos Cardús por unas pocas milésimas. Tercero en el podio fue Wilco Zeelenberg, autor el día anterior de su primera pole position de su carrera.
| Pos.  | Piloto              | Moto    | Tiempo    | Pts. |  |
| ----- | ------------------- | ------- | --------- | ---- |  |
| 1     | Luca Cadalora       | Honda   | 45:23.048 | 20   |  |
| 2     | Carlos Cardús       | Honda   | +0.255    | 17   |  |
| 3     | Wilco Zeelenberg    | Honda   | +17.876   | 15   |  |
| 4     | Masumitsu Taguchi   | Honda   | +21.180   | 13   |  |
| 5     | Nobuatsu Aoki       | Honda   | +21.560   | 11   |  |
| 6     | Tetsuya Harada      | Yamaha  | +21.570   | 10   |  |
| 7     | Helmut Bradl        | Honda   | +22.060   | 9    |  |
| 8     | Masahiro Shimizu    | Honda   | +23.103   | 8    |  |
| 9     | Loris Reggiani      | Aprilia | +31.920   | 7    |  |
| 10    | Tsutomu Udagawa     | Honda   | +37.366   | 6    |  |
| 11    | Katsuyoshi Kozono   | Honda   | +37.953   | 5    |  |
| 12    | Kyoji Namba         | Yamaha  | +40.569   | 4    |  |
| 13    | Jochen Schmid       | Honda   | +56.684   | 3    |  |
| 14    | Martin Wimmer       | Suzuki  | +56.734   | 2    |  |
| 15    | Toshiyuki Arakaki   | Honda   | +57.140   | 1    |  |
| 16    | Osamu Miyazaki      | Yamaha  | +58.962   |      |  |
| 17    | Pierfrancesco Chili | Aprilia | +1:00.083 |      |  |
| 18    | Jean-Pierre Jeandat | Honda   | +1:03.334 |      |  |
| 19    | Andreas Preining    | Aprilia | +1:08.539 |      |  |
| 20    | Stefan Prein        | Honda   | +1:10.775 |      |  |
| 21    | Alberto Puig        | Yamaha  | +1:31.053 |      |  |
| 22    | Takehiko Kurokawa   | Honda   | +1:34.951 |      |  |
| 23    | Leon van der Heyden | Honda   | +1:35.323 |      |  |
| 24    | Yoshiaki Katoh      | Yamaha  | +1:38.026 |      |  |
| 25    | Carlos Lavado       | Yamaha  | +1:41.074 |      |  |
| 26    | Paolo Casoli        | Yamaha  | +1:48.765 |      |  |
| 27    | Urs Jücker          | Yamaha  | +2:07.587 |      |  |
| 28    | Peter Linden        | Honda   | +2:10.769 |      |  |
| 29    | Kevin Mitchell      | Yamaha  | +2:13.523 |      |  |
| 30    | Frédéric Protat     | Aprilia | +2:13.687 |      |  |
| 31    | Jim Filice          | Yamaha  | +1 Vuelta |      |  |
| 32    | Bernard Hänggeli    | Aprilia | +1 Vuelta |      |  |
| Ret   | Hiroyuki Yamagishi  | Honda   | Ret       |      |  |
| Ret   | Jaime Mariano       | Aprilia | Ret       |      |  |
| Ret   | Àlex Crivillé       | Honda   | Ret       |      |  |
| Ret   | Corrado Catalano    | Honda   | Ret       |      |  |
| Ret   | Tadayuki Okada      | Honda   | Ret       |      |  |
| Ret   | Doriano Romboni     | Honda   | Ret       |      |  |
| [ 4 ] |                     |         |           |      |  |

## Resultados 125cc
En las tres categorías de este GP tan numeroso, los pilotos japoneses se registraron con wildcar. Sin embargo, ninguno de ellos logró alcanzar resultados significativos con la excepción de Noboru Ueda que, en su debut en una competición mundial, ganó la victoria, la pole y la vuelta rápida de 125. Gracias a la repercusión por esta victoria, Ueda logra encontrar fondos para cubrir los costes de toda la temporada, inscribiéndose en todas las carreras restantes del calendario como piloto oficial. También alarga su leyenda que el último piloto japonés en obtener una victoria de 125 fue Yoshimi Katayama en el Gran Premio de Alemania de 1967.
| Pos.  | Piloto               | Moto      | Tiempo    | Pts. |
| ----- | -------------------- | --------- | --------- | ---- |
| 1     | Noboru Ueda          | Honda     | 38:26.905 | 20   |
| 2     | Fausto Gresini       | Honda     | +2.553    | 17   |
| 3     | Loris Capirossi      | Honda     | +8.676    | 15   |
| 4     | Masato Shima         | Honda     | +15.917   | 13   |
| 5     | Jorge Martínez Aspar | JJ Cobas  | +33.737   | 11   |
| 6     | Heinz Lüthi          | Honda     | +37.389   | 10   |
| 7     | Ralf Waldmann        | Honda     | +37.546   | 9    |
| 8     | Akira Saito          | Honda     | +38.930   | 8    |
| 9     | Soichiro Sato        | Honda     | +39.174   | 7    |
| 10    | Adolf Stadler        | JJ Cobas  | +39.327   | 6    |
| 11    | Gabriele Debbia      | Aprilia   | +39.380   | 5    |
| 12    | Nobuyuki Wakai       | Honda     | +39.425   | 4    |
| 13    | Yosuke Yamakawa      | Honda     | +45.178   | 3    |
| 14    | Gimmi Bosio          | Honda     | +47.160   | 2    |
| 15    | Kinya Wada           | Honda     | +47.506   | 1    |
| 16    | Hans Spaan           | Honda     | +47.883   |      |
| 17    | Masayuki Hirose      | Honda     | +48.032   |      |
| 18    | Koji Takada          | Honda     | +54.478   |      |
| 19    | Hisashi Unemoto      | Honda     | +54.555   |      |
| 20    | Arie Molenaar        | Honda     | +1:03.982 |      |
| 21    | Dirk Raudies         | Honda     | +1:05.364 |      |
| 22    | Steve Patrickson     | Honda     | +1:06.647 |      |
| 23    | Hideaki Ueno         | Honda     | +1:06.674 |      |
| 24    | Julián Miralles      | JJ Cobas  | +1:06.892 |      |
| 25    | Alessandro Gramigni  | Aprilia   | +1:26.032 |      |
| 26    | Johnny Wickström     | Honda     | +1:30.576 |      |
| 27    | Robin Appleyard      | Honda     | +1:30.874 |      |
| 28    | Maurizio Vitali      | Gazzaniga | +1:30.939 |      |
| 29    | Thierry Feuz         | Honda     | +1:32.191 |      |
| 30    | Oliver Petrucciani   | Aprilia   | +1:56.424 |      |
| 31    | Peter Galvin         | Honda     | +1:56.544 |      |
| 32    | Hubert Abold         | Honda     | +2:24.346 |      |
| 33    | Manuel Herreros      | JJ Cobas  | +1 Vuelta |      |
| Ret   | Ezio Gianola         | Derbi     | Ret       |      |
| Ret   | Masafumi Ono         | Honda     | Ret       |      |
| Ret   | Herri Torrontegui    | JJ Cobas  | Ret       |      |
| Ret   | Bruno Casanova       | Honda     | Ret       |      |
| Ret   | Alfred Waibel        | Honda     | Ret       |      |
| Ret   | Kazuto Sakata        | Honda     | Ret       |      |
| Ret   | Emilio Cuppini       | Gazzaniga | Ret       |      |
| [ 4 ] |                      |           |           |      |